# Daugavpils stift

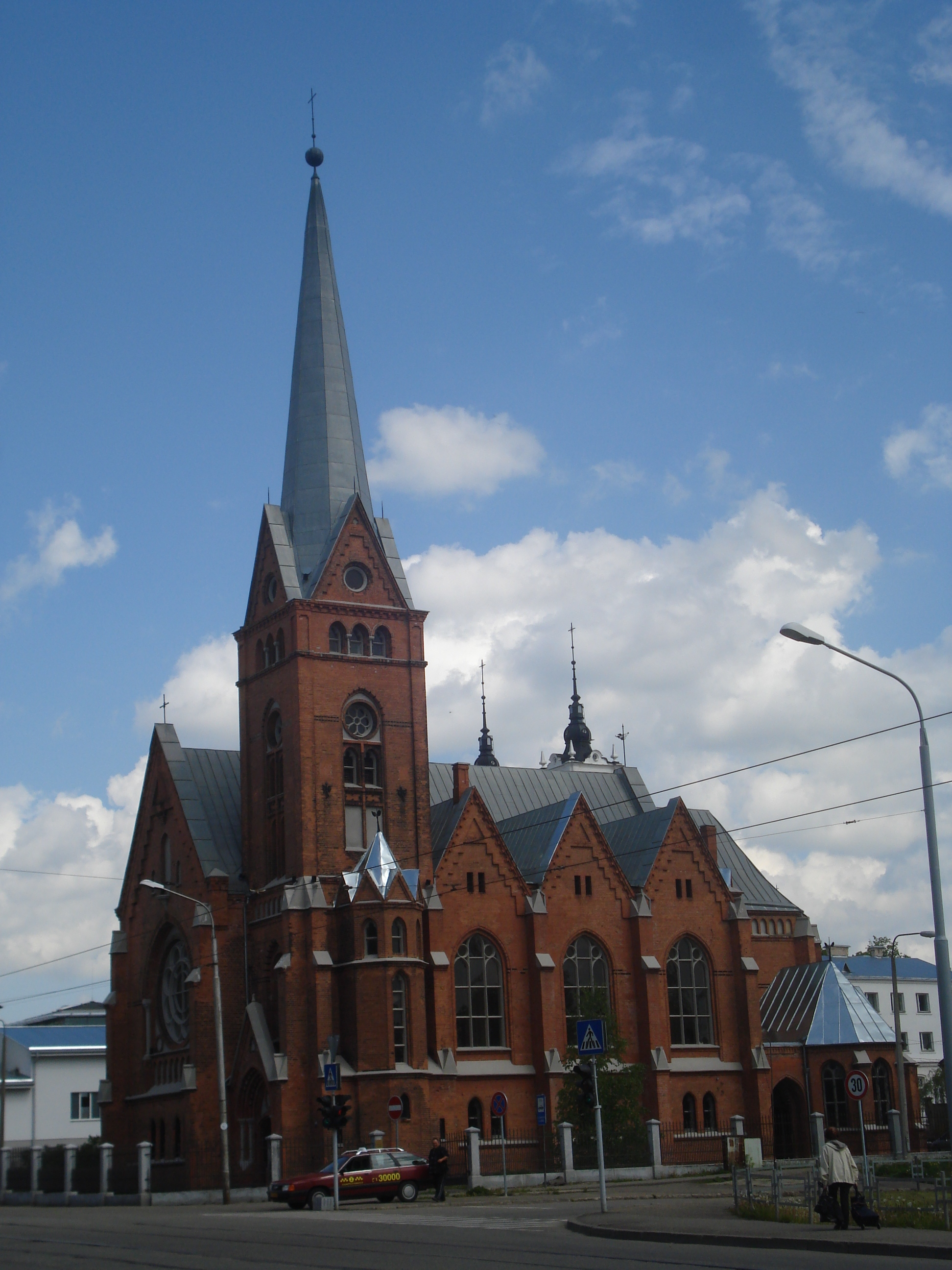
Martin Lutherkyrkan i Daugavpils

Daugavpils stift är ett stift inom Lettlands evangelisk-lutherska kyrka, inrättat 2007.  Domkyrkan är Martin Lutherkyrkan i Daugavpils. 
Stiftet har tre prosterier under ledning av varsin dekan (motsvarar ungefär kontraktsprost). De är stationerade i Balvy, Daugavpils och Sēlpils.
Stiftets biskop sedan 2007 är Einārs Alpe, född i Riga 1963.